# Терло
Те́рло — село в Самбірському районі Львівської області України, першу писемну згадку про яке датують 1415 роком.
Населення становить 926 осіб.
Орган місцевого самоврядування — Хирівська міська рада.

## Географія
У селі річка Борсукі впадає у річку Стривігор. На північно-західній стороні від села потік Забола.

#### Етимологія
Про походження назви села Терло існує декілька гіпотез:
- «місце, де нереститься риба; час, коли риба нереститься», «нерестовище»;
- «тік, де молотять хліб котком або возячи по хлібу візок з тягарем; хліб, розкладений на току для такої молотьби», «молотити кіньми або волами, запряженими в коток або у візок з тягарем».
Найпоширенішою вважається думка про господарське коріння назви «Терло».
Відомо, що з давніх-давен жителі займались вирощуванням льону та конопель. Одна з операцій переробки цих культур вимагає, щоб їх терли. Від слова «терти» і походить назва села. Як доказ цієї гіпотези, говорять назви навколишніх сіл, які так чи інакше пов'язані з технологією переробки льону: с. Росохи — від слова «росохач» — пристосування для утримання льоноволокна, с.Сушиця Велика — сушіння сирцю льону та конопель.

## Історія

### У складіКоролівства ПольськоготаРечі Посполитої(1387—1772)

#### Самбірське старовство
Терло входило до складу земель Самбірської волості, які після остаточного приєднання до Польщі у 1387 році стали одним з чотирьох повітів Перемишльської землі Руського воєводства і приватною власністю польських королів та магнатів. Тоді Самбірщина складалася із Самбора, Старого Самбора, Старої Солі, семи ключів, семи сільних жуп, у яких сіль варили на 17 панвах, і з 132 сіл.
Цього ж року власником всієї Самбірщини (на той час території між Добромилем і Стриєм) став магнат Спитко Мальштинський. Цей маєток йому дістався від короля як подарунок за військові заслуги під час загарбання давньоруських земель. Після загибелі Спитка у битві з татарами над Ворсклою (12 вересня 1399 р.) Самбірщиною володіла вдова по Спиткові, Ельжбета.
1415 року всю Самбірщину передано до власності польських королів.
Найдавнішою писемною згадкою про село є на сьогодні привілей Владислава ІІ Ягайла від 28 квітня 1415 р., який підтверджував священику Михайлові і його нащадкам спадкове право на володіння землями і повинностями у Терлі, що належали храмові Різдва Богородиці та Терлівському монастиреві і були їм подаровані руським королем Левом І Даниловичем.
На початку XVI ст. згадується Сенько з Терла, який 1507 р. домігся підтвердження привілею 1415 р., а у 1508 р. отримав церковну маєтність у Дрогобичі, започаткувавши в місті спадковий рід священиків Терлецьких, які посідали уряд в головній святині міста — церкві Св. Юрія.
Останнім самбірським старостою був Єжи Мнішек, воєвода сандомирський, жупник земель руських, батько Марини, дружини Лжедмітрія.

#### Економія Перемишльська
На межі XVII—XVIII ст. більшою частиною Терла володіла руська шляхта у земських маєтках Перемишльського повіту.
Терло разом із низкою поселень вздовж кордону з Сяноцькою землею й від Перемишля до Самбірського повіту та сусідніми земськими маєтками у Копистні, Росохах, Любохові, Пацлаві і Сопотнику творили суцільний ареал проживання руської шляхти, що проіснував до початку XVII ст.

### У складіАвстро-Угорської імперії(1772—1918)
З приходом австрійської влади в селі починає працювати ґміна, перші рішення якої відносяться до 1773 року. Вона ділилась на дві частини: шляхетську і рустикальну. Діяльність гміни відображена у так званій Франціcкантській метриці 1820 року, де подається «Протокол вибору та присяги представників громади», а також дані про земельну власність мешканців села. «Журнали обліку та описи нерухомості жителів села Терла» за 1852—1854 p.p., крім статистичної інформації містять майстерний, виконаний в кольорі, детальний план с. Терло Самбірської округи. 

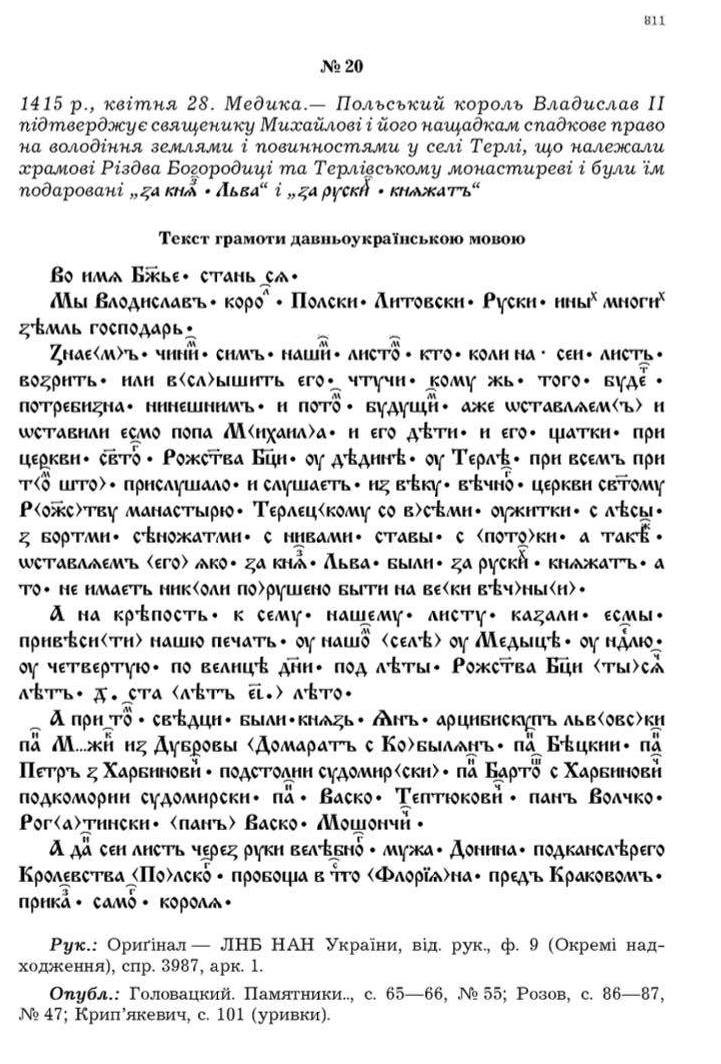
Текст привілею Владислава ІІ Ягайла від 28 квітня 1415 р.

### У складіЗУНР(1918—1921)
У 1918—1919 роках через село проходить лінія фронту між військами УГА і польською армією. Про громадянський характер війни свідчить факт, що частина мешканців, переважно українського походження, поповнила ряди Українських Січових Стрільців, натомість, польського — армії Польщі.

### У складіПольської республіки(1921—1939)
В дорадянський період Терло вважалось заможнім селом. Розвитку господарства сприяло вигідне географічне положення на перехресті транспортних шляхів зі Старого Самбора, Хирова до Устрік Долішніх, а також працьовитість, підприємливість та активність місцевих жителів. Тут діяли два млини, паровий тартак, ґуральня, завод по виробництву лляної олії, декілька крамниць і жидівських шинків. Паралельно — основним заняттям селян було переробка деревини і виготовлення гонт на продаж у міста Самбір та Перемишль.
15 червня 1934 року разом з іншими населеними пунктами передане із Самбірського до Добромильського повіту.

### Друга Світова Війна(1939—1945)

#### Радянська окупація(1939—1941)
У вересні 1939 року в селі встановлюється радянська влада. За короткий час до початку Другої світової війни нова влада провела реорганізацію старого управління, ввела нові форми і методи господарювання і «очистила» село від національно свідомих людей. За цей період у сталінські табори було вивезено п'ять родин і місцеву вчительку.

#### Німецька окупація(1941—1944)
З приходом гітлерівців політичне та економічне життя завмирає. Надмірні податки німецької адміністрації, вивіз молоді на роботу до Німеччини та інші протиукраїнські заходи не знайшли підтримки у терлян. У навколишніх лісах створюються Кущові відділи самооборони, які підпорядковуються Українській Повстанській Армії, щоб силою зброї боронити українське населення від німецьких окупантів.

#### ДіяльністьОУН-УПА(1943—1950)
Перед приходом радянських військ у 1944 році на теренах терлівщини вже діє розгалужена сітка українських партизан. Незважаючи на нерівні сили, при всесторонній підтримці місцевих мешканців, боротьба проти комуністичної системи велась близько 10 років. Останні відділи УПА зліквідовано військами НКВД на початку 50-х років. Із мешканців села наразі відомо про наступних діячів УПА: Камінський Михайло Осипович (1923 р. н.), Коршак Юлія Іванівна (1924 р. н.), Мащак Михайло Юрійович (1903 р. н.), Нарівський Михайло Михайлович (1924 р. н.), Олексин (дошл. Возняк) Анастазія Миколаївна (1925 р. н.), Прихідний Гнат («Вуйко»,1906 р. н.), Терлецька-Горак Розалія Михайлівна («Вишня», 1926 р. н.), Телецька-Росак Катерина Павлівна (1923 р. н.). Організатором і керівником осередку ОУН у селі Терло і сусідньому селі Смеречина був Пукач Микола,  син Степана і Марії, «Бистрий» (1918—1949). Активний член «Просвіти». Організатор і командир першого військового формування УНС на теренах Хирівського повіту ОУН-УПА.  Мав військове звання сотника. Вбитий засідкою енкеведистів біля сусідської хати. Труп енкеведисти забрали у місто Хирів і поховали на березі річки Стрв'яж.

### У складіУРСР,СРСР(1945—1991)
За роки радянської влади в селі організовано колгосп, до якого у 1959 році приєднано колгосп із села Максимівка (з 1992 року повернено колишню назву Лібухова). Основними галузями господарства були зернове господарство, льонарство, м'ясомолочне тваринництво. При колгоспі створено машино-тракторну бригаду, пилораму, столярну майстерню, олійню, цех по виробництву художнього скла, целофановий цех, цех по виробництву згущеного молока. Силами колгоспу при підтримці сільської ради у с. Терло побудовано нову школу, будинок культури, фельшерсько-акушерський пункт, відділення зв'язку та інші об'єкти.

### У складі незалежноїУкраїни(1991)

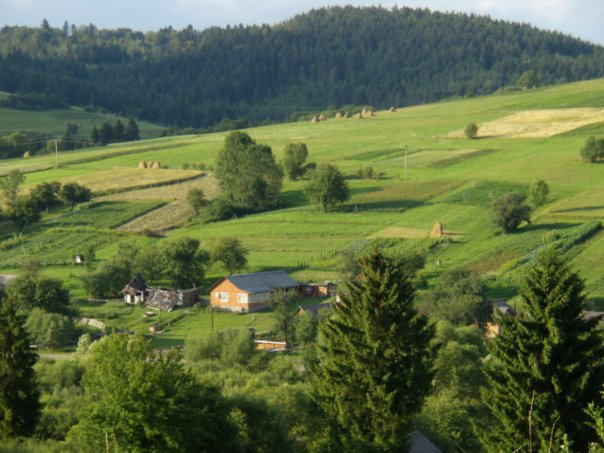
Краєвиди села Терло. Старосамбірський район, Україна.

Через Терло проходять залізнична та автомобільна магістралі, які сполучають Україну і Польщу, а також, з червня 1994 року функціонує міжнародний митний пункт пропуску «Смільниця — Кросьценко».

## Адміністративно-територіальна приналежність
VI ст. — 993 — Білі Хорвати

### Велике князівство Руське (993—1240)
1084—1141 — Перемиське князівство
1141—1199 — Галицьке князівство
1199—1253 — Галицько-волинське князівство

### Руське королівство (1253—1387)
1253—1387 — Перемишльська земля

### Польське королівство (1387—1569)
1387—1434 — Перемишльська земля, Руський домен (з 1387 по 1415 приватні землі польського магната Спитка Мальштинського та після його смерті вдови Ельжбети)
1434—1569 — Перемишльська земля, Руське воєводство, Самбірське старовство;

### Річ Посполита (1569—1772)
1569—1772 — Перемишльська земля, Руське воєводство (з 1590 — Самбірська економія)

### Австрійська імперія (1772—1867)
1772—1867 — Самбірський край, Королівство Галичини і Володимирії

### Австро-Угорська імперія (1867—1918)
1867—1918 — Староміський повіт, Королівство Галичини і Володимирії

### Західноукраїнська народна республіка (1918—1921)
1918—1919 — Старосамбірський повіт, ЗУНР
1919—1921 — Старосамбірський повіт, ЗО УНР

### Польська республіка (1921—1939)
1921—1934 — Старосамбірський повіт, Львівське воєводство (15.06.1934 р. села Терло Рустикальне і Терло Шляхецке передані з Самбірського повіту до Добромильського)
1934—1939 — Добромильський повіт, Львівське воєводство

### Українська радянська соціалістична республіка, СРСР (1939—1941)
1939—1941 — Хирівський район, Дрогобицька область

### Німецька імперія (1941—1944)
1941—1944 — Крайсгауптманшафт Самбір, Дистрикт Галичина, Генерал-губернаторство

### Українська радянська соціалістична республіка, СРСР (1944—1991)
1944—1957 — Хирівський район, Дрогобицька область
1957—1991 — Старосамбірський район, Львівська область

### Україна (1991)
З 1991 — Терлівська сільська рада, Старосамбірський район, Львівська область

## Демографія

#### Кількість населення
Станом на 1880 рік у Терло нараховувалось 125 будинків та 700 мешканців (66 будинків та 382 мешканці у Терло Рустикальному; 59 будинків та 318 мешканців у Терло Шляхецькому) та 4 будинки з 29 мешканцями на загальному дворі.
У селі проживає понад 900 осіб.

#### Національна структура
Структура населення села за етнічною приналежністю (станом на 1880 рік):
- 688 русинів (українці) або 97,03 %;
- 16 поляків або 2,26 %;
- 5 німців або 0,71 %.

#### Релігійна структура
Структура населення села за релігійною приналежністю (станом на 1880 рік):
- 653 греко-католиків або 89,57 %;
- 5 римо-католиків або 0,69 %;
- 71 інші або 9,74 %.

### Мова
Розподіл населення за рідною мовою за даними перепису 2001 року:
| Мова       | Кількість | Відсоток |
| ---------- | --------- | -------- |
| українська | 923       | 99.68%   |
| російська  | 3         | 0.32%    |
| Усього     | 926       | 100%     |

## Релігія

#### Церква Святого Юрія (XIIIст.)
Перша згадка про сільську церкву Святого Юра походить з податкового реєстру 1507 року.  
Вже 1508 р. Сенько отримав церковну маєтність у Дрогобичі, започаткувавши в місті спадковий рід священиків Терлецьких, які посідали уряд в головній святині міста — церкві Св. Юрія. 
Про церкву згодом згадано в податковому реєстрі 1589 року, а також у 1628 і 1651 роках. Не збереглося жодних описів церкви з XVII — першої половини XVIII ст. Візитатор старосільського деканату зазначив в акті візитації 1761 року: «Церква терлецька коло 600 літ тому виставлена, чиїм коштом і ким встановити неможливо. В коляції Мнішків і шляхти. Привілею на ерекційний ґрунт немає». 
В акті деканальної візитації 1815 року візитатор наголосив, що «церква в дуже злому стані і загрожує обвалом, біля неї парохіяни жодного ремонту не чинять і тому і всередині дуже запущена». Інвентарі 1818 та 1820 років не подають дати побудови цієї церкви, ймовірно, вона походила з XVI—XVII ст.

#### Церква Різдва Пресвятої Богородиці (XIVст.)
Про церкву Різдва Пресвятої Богородиці згадується в Привілеї Владислава ІІ Ягайла, згідно з яким всі землі села Терла, церква та Терлецький монастир були надані у власність Михайла та його нащадків.
За місцевими переказами, засвідченими в Słownik geograficzny Królestwa Polskiego i innych krajów słowiańskich, зазначається, що церкву побудовано на місці дерева, на якому з'явився образ Матки Божої, а пень дерева вкрито під вівтарем. Також в джерелі йдеться про те, що колись в Терлі існував Васеліанський монастир.
Нову дерев'яну церкву «тих самих розмірів» звели 1872 року на вищому місці, через прокладання залізничної колії, що пройшла поблизу старого місця. Іконостас до неї малював львівський маляр Теофіль Копистинський у 1903—1904 роках на замовлення пароха о. Володимира Коленського. Терлівська церква привернула увагу і мистців, зокрема, 1927 року її та дзвіницю намалювала аквареллю Олена Кульчицька. Після Другої світової війни 1948 року церква була зачинена радянською владою, але вже у 1951 році її відкрили через спротив мешканців. 
У тому ж році її перебудували. Великий ґрунтовний ремонт церкви провели на початку 1990-х років. «Після останнього зовнішнього ремонту стіни горизонтально ошалювали фальшбрусом, замінили вікна, також „позолоченою“ бляхою покрили ліхтарі з маківками, а металопрофілем покрили дахи ризниці та присінку» — моє доповнення. На південь від церкви розташована дерев'яна стовпова одноярусна дзвіниця ХІХ століття.

## Освіта
З 1884 року веде свій початок Терлівська школа, коли дві гміни — шляхетська і рустикальна, домовились про відкриття початкової школи. 19 травня 1885 року школа прийняла перших учнів. Для цього гміна з своїх земель виділила пів морга ґрунту (близько 30 арів), щорічну фінансову підтримку, а також побудувала дерев'яну школу і будинок для вчителів.
В серпні 1907 року засновується читальня товариства «Просвіта». Просвітяни займаються поширенням українських ідей, книг, освітньою діяльністю, національно-виховною роботою серед односельчан. До 1939 року в Терлі вже діяло дві хати-читальні, драматичний гурток, хор, кредитний комітет, які організовує осередок «Просвіти».

## Відомі люди
Від 1860-х рр. до 1888 греко-католицьким парохом села був о. Теодор Кульчицький (у 1831 — учасник польського «листопадового повстання»).